# Hamad ibn Isa Al Chalifa
Hamad ibn Isa Al Chalifa (arab. 'حمد بن عيسى آل خليفة; ur. 28 stycznia 1950 w Ar-Rifie) – w latach 1999–2002 emir, a od 2002 król Bahrajnu, syn emira Isy ibn Salmana Al Chalify.

## Zarys biografii

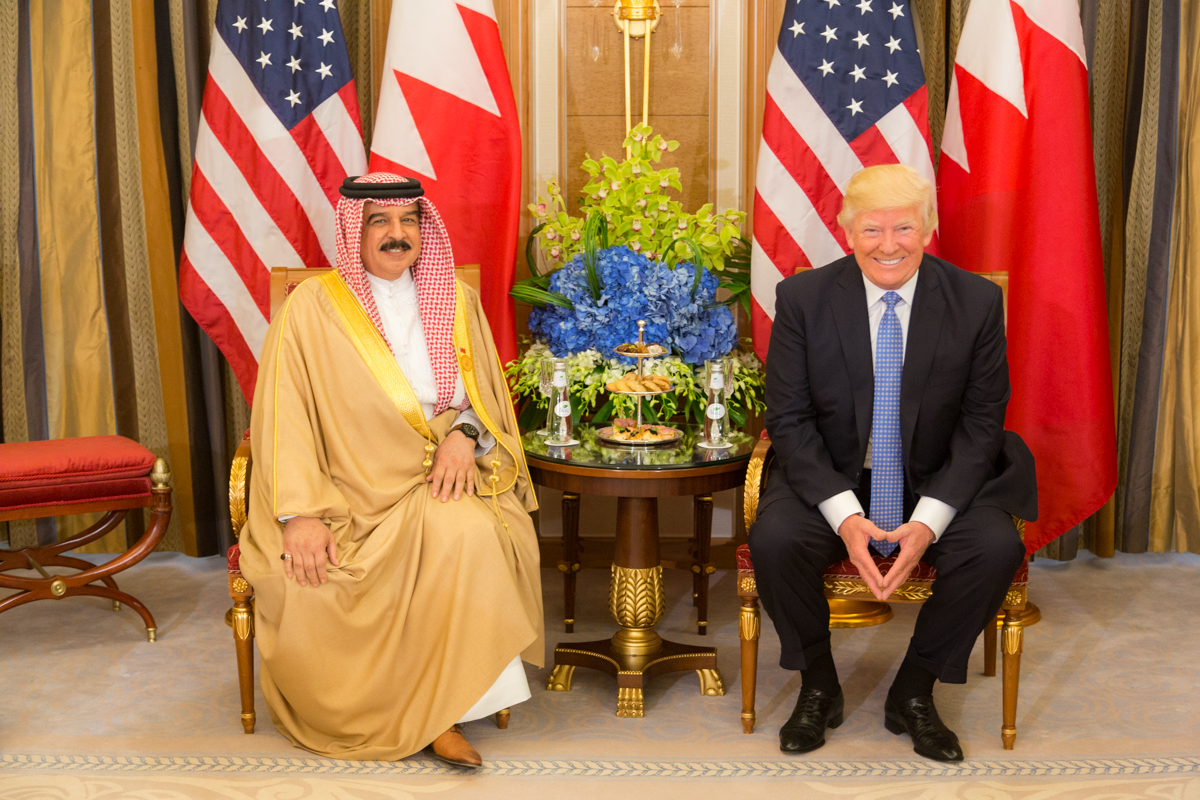
Król Hamad z Donaldem Trumpem, 21 maja 2017

Od 27 czerwca 1964 następca tronu, ukończył szkołę średnią w Cambridge, a w latach 1967–1968 studiował w brytyjskiej szkole wojskowej w Hampshire. W 1974 został zastępcą Rady Rodu Al Chalifa, natomiast w 1978 założył Ośrodek Dokumentacji Historycznej Bahrajnu. Jest współtwórcą sił powietrznych Bahrajnu. 6 marca 1999 przejął władzę w kraju po śmierci Isy ibn Salmana Al Chalify. 14 lutego 2002 proklamował Bahrajn monarchią konstytucyjną i przyjął tytuł króla. 9 maja tego samego roku odbyły się pierwsze od 35 lat wybory do władz lokalnych.
Na fali Arabskiej Wiosny, 14 lutego 2011 w kraju wybuchły antyrządowe manifestacje przeciwko korupcji, ograniczaniu swobód obywatelskich i praw demokracji. W zamieszkach zginęło co najmniej 36 osób, ponad 2000 zostało aresztowanych i przeszło 3000 zostało rannych.